# Mezoregija Banja Luka
Mezoregija Banja Luka je jedna od čvorišno-funkcionalnih regija Republike Srpske. Više je različitih regionalnih podjela Republike Srpske, a u gotovo svakoj od njih Banja Luka je sjedište jedne od regija.
Prostorni plan Republike Srpske definira ju kao mezoregiju i ove su općine dio te regije:
- Banja Luka
- Skender Vakuf
- Kotor Varoš
- Laktaši
- Prnjavor i
- Čelinac

Općine Podregije Gradiške:
- Bosanska Gradiška
- Srbac

Općine Podregije Mrkonjić Grada:
- Mrkonjić Grad
- Petrovac
- Ribnik
- Istočni Drvar
- Kupres (RS)
- Šipovo
- Jezero

Prema zemljopisnim udžbenicima Banjolučku regiju čini prostor mezoregije Banje Luke skupa s prostorom mezoregije Prijedora (općine Bosanska Dubica, Bosanska Kostajnica, Krupa na Uni, Bosanski Novi, Oštra Luka i Prijedor). Ovaj je prostor pod nadležnošću okružnog suda u Banjoj Luci.

## Prirodnozemljopisna obilježja
Prirodnu fizionomiju Banjolučke regije čine dva dijela, panonski i planinsko-kotlinski. Veći dio regije pripada Planinsko-kotlinskoj, a manji Panonskoj makromorfološkoj oblasti.
Sjeverni dio regije čine niski ravničarski prostori: Lijevče polje, dio Posavine, te donji tokovi Une, Sane i Vrbasa, s niskim horst planinama: Kozarom, Prosarom i Motajicom. Ovaj dio regije predstavlja njeno glavno agrarno područje i jedno od najvrjednijih u Republici Srpskoj. Klima sjevernog dijela regije je umjerena. U većem dijelu godine maritimni utjecaji sa zapada prevladavaju nad kontinentalnim s istoka i sjevera. Ljeta su umjereno topla, srednjih temperatura oko 21 °C, a zime umjereno hladne, srednje temperature oko 0 °C. Srednja godišnja količina oborina kreće se oko 1000 milimetara.
Peripanonski obod predstavlja prijelaz između sjevernog i južnog dijela regije, a čine ga srednje visoke planine: Manjača i Čemernica s međuplaninskim kotlinama i riječnim dolinama. Južni, planinsko-kotlinski dio regije čine srednje visoke planine: Srnetica i Lisina, visoke planine: Klekovača i Vitorog, te međuplaninski kotlinski prostori između njih. Ovaj dio regije ima izrazito planinska klimatsko-vegetacijska obilježja, a glavno prirodno bogatsvo čine šume.

## Društveno-zemljopisne osobine
Koncentracija stanovništva i naselja veća je u niskom ravničarskom dijelu regije i u dolinama rijeka, a znatno manja u planinskom dijelu. Najgušće su naseljene općine Banja Luka i Prijedor,  s preko 100 stanovnika na kilometar četvorni, dok su najrjeđe naseljene općtine na jugu regije.
Za razliku od sjevernog ravničarskog dijela regije i njegove primarne — agrarne funkcije, njen planinsko-kotlinski dio odlikuje tradicionalno stočarstvo. Industrija, koja se u gradskim sredinama u drugoj polovini dvadesetog stoljeća dobro razvijala, sada je u stagnaciji, nakon propasti najvećih industrijskih kompleksa u uvjetima općih gospodarskih problema problema, prijelaza sustava sistema i posljedica rata.
Prometni infrastrukturni sustav odlikuje nešto gušća mreža cestovnih u odnosu na mrežu željezničkih komunikacija. Najznačajniji cestovni pravci su Bosanski Novi — Prijedor — Banja Luka i Bosanska Gradiška — Banja Luka — Mrkonjić Grad, dok željezničku mrežu regije čini pruga Dobrljin — Bosanski Novi — Prijedor — Banja Luka — Doboj.